# Еритрея
Еритре́я (тигр. ኤርትራ Ertra, араб. إرتريا Iritriyá), офіційна назва Держа́ва Еритре́я (тигр. ሃገረ ኤርትራ Hagärä Ertra, араб. دولة إرتريا Dawlat Iritriyá)  — держава у східній Африці, що межує на півдні з Ефіопією, на заході із Суданом, на південному сході з Джибуті. Зі сходу омивається Червоним морем. Столиця та найбільше місто — Асмера.
Голова держави й уряду Ісаяс Афеверкі з 1993 року.

## Назва
Назва країни, затверджена як назва італійської колонії 1890 року, походить від античної назви Червоного моря (лат. Mare Erythraeum), що, своєю чергою, походить від дав.-гр. Erythrea Thalassa, де «еритрум» — червоний, «таласса» — море.

## Географія
Держава розташована в Східній Африці, територія країни простягається з півночі на південь на 900 км, а із заходу на схід — на 470 км. На північному заході межує із Суданом (спільний кордон — 605 км); на півдні й заході — з Ефіопією (912 км); на південному сході — з Джибуті (114 км). На сході омивається водами Червоного моря Індійського океану, берегова лінія 1150 км.

### Рельєф
Рельєф країни доволі неоднорідний. Біля третини території країни розташовано на Еритрейському нагір'ї, на захід від нього розташовано велике плато, на схід — прибережні рівнини та впадини, в тому числі частина впадина Афар. Тут розміщені витоки багатьох приток річок Гаш, Сетіт, Барка, Текезе та Мереб. Найвища точка Еритреї — гора Соїра (2989 м); розташована на південь від столиці країни Асмери, яка розміщена на висоті 2374 м над рівнем моря. Найнижча точка країни — біля озера Кулул (75 м нижче рівня моря) в Афарській впадині. Низинні райони на заході Еритреї простягаються від Керена (на північний-захід від Асмери) до кордону із Суданом. Переважна частина прибережної смуги розташована в аридній чи семіаридній зоні.

### Клімат
На узбережжі Червоного моря клімат сухий та спекотний. Середні зимові температури коливаються в діапазоні 20—35 °C, літні в межах 40—50 °C. Середньорічна норма опадів — 200 мм. У східній частині країни температури ще вищі. Західні рівнини на кордоні з Суданом розташовані на висоті 500—2000 м над рівнем моря, середньорічна норма опадів — 400 мм. У грудні температура інколи знижується до 15 °C. Еритрейське нагір'я характеризується більш вологим та прохолоднішим кліматом: середньорічна норма опадів — 500—850 мм, середні температури — 15—30 °C. Узимку вночі можливе зниження температури до 0 °C. У центральному та західному регіоні країни спостерігаються два вологих періоди — головний літній із червня по вересень і менш виразний весняний із березня по квітень. Біля узбережжя опади випадають переважно взимку. У середньому в країні середньорічна норма опадів становить 400—600 мм.

### Природні ресурси
Переважну більшість території країни займають гори чи пустельні райони. Після багаторічної війни різко скоротилася кількість лісів та придатних для сільського господарства ґрунтів; обробляється близько 10—12 % площі країни, ще 49 % — пасовиська. Густонаселене Еритрейське нагір'я краще за все придатне для інтенсивного вирощування зернових, бобових та овочевих культур, для молочного тваринництва та птахівництва. Але для підтримки рівня виробництва необхідне зрошення та боротьба із ерозією. Також Еритрея має значні рибні ресурси. Серед корисних копалин країни слід відзначити золото, калійну сіль, цинк, мідь. Із середини 1990-х рр. в країні ведуться пошуки нафти.

## Історія
Територія Еритреї входила до складу Аксумського царства, а пізніше Ефіопської імперії. У XVI столітті порт Массауа потрапив під владу Османської імперії, а в 1868 році султан передав управління ним Єгипту.

Герб італійської колонії Еритрея

З 1882 року почалася колонізація Королівством Італія (порти Асеб і Массауа). З 1 січня 1890 року — проголошена колонія Еритрея (від назви Червоного моря грецькою мовою). Колонія була базою італійського вторгнення в Ефіопію. Еритрея перебувала під італійським правлінням до поразки італійців (в Ефіопії, Сомалі та Еритреї) від армії Великої Британії під час Другої світової війни, навесні 1941 року. Після цього управлялася британською військовою адміністрацією до 1952 року, коли увійшла до Федерації Ефіопії та Еритреї.
У 1962 році імператор Ефіопії Хайле Селассіє скасував федеративний устрій країни, чим значно посилив сепаратистські тенденції в регіоні. Результатом цього стала Війна за незалежність Еритреї, яка тривала з різною інтенсивністю понад 30 років, особливо після захоплення влади в Ефіопії групою офіцерів на чолі з Менгісту Хайле Маріамом. Найбільш значних успіхів рух опору досягнув під час Огаденської війни, вдало використавши зайнятість ефіопської армії війною проти Сомалі і мусульманських повстанців.
Наприкінці 1980-х років в умовах загальної кризи ефіопської соціалістичної держави еритрейські повстанці не тільки взяли під свій контроль більшу частину території Еритреї, а й активно підтримували дії інших повстанських груп, лідером фронту яких став Мелес Зенаві. В 1991 році повстанці увійшли до Аддис-Абеби, Зенаві став президентом Ефіопії, і через 2 роки, після проведення референдуму, була проголошена незалежність Еритреї.
З 1993 року по теперішній час країною керує група ветеранів війни за незалежність на чолі з Ісаясом Афеверкі, яка зосередила у своїх руках всі гілки влади. Лідери країни систематично відхиляють пропозиції про демократизацію політичного життя й проведення виборів під приводом слабкості економічної бази країни та наявності інших пріоритетів. Міжнародні правозахисні організації регулярно критикують стан справ у країні і виставляють низькі оцінки ситуації з правами людини, свободою преси в Еритреї тощо.
У 1995 році Еритрея оскаржувала приналежність островів Ханіш із Єменом. У результаті між державами розгорівся збройний конфлікт, в якому жодній зі сторін не вдалося досягти військового успіху, але дипломатична перемога була швидше за Єменом.
У 1998 р. почалася нова війна з Ефіопією за спірні території, під час якої загинули десятки тисяч солдатів з обох боків. Війна привела до величезних економічних і соціальних потрясінь, залишивши після себе зруйновану економіку, а також величезні заміновані площі землі. Війна закінчилася 2000 року поразкою Еритреї й укладенням мирного договору, згідно з яким за дотриманням припинення вогню мали спостерігати миротворчі сили ООН.
У 2006 р. еритрейські «добровольці» втрутилися в конфлікт у Сомалі проти міжнародно визнаного уряду на стороні так званих Ісламських судів, оскільки Ісламським судам протистояв їхній давній ворог, Ефіопія.

## Політична система

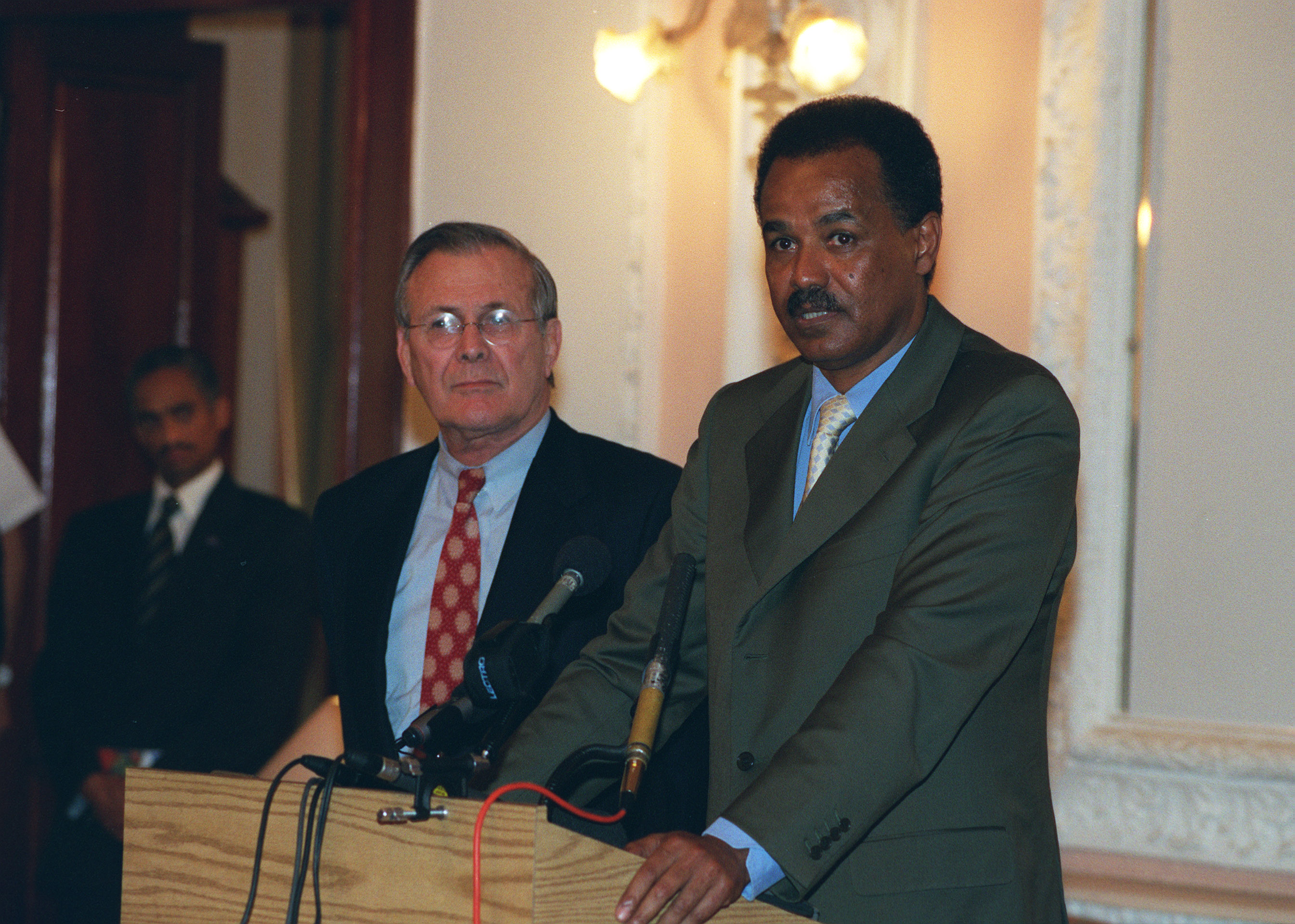
Ісаяс Афеверкі скасував президентські вибори, а 2001 року практично заборонив національну пресу.

Еритрея за формою правління є парламентською республікою, глава держави й уряду — президент. Державний устрій — унітарна держава.

### Парламент

#### Політичні партії
Найстаріша і найвпливовіша політична партія держави — Народний фронт за демократію і справедливість, заснований у 1970 році.

### Українсько-еритрейські відносини
Уряд Еритреї офіційно визнав незалежність України 20 грудня 1993 року, дипломатичні відносини з Україною встановлено того ж дня. Дипломатичних і консульських представництв в Україні не створено, найближче посольство Еритреї, що відає справами щодо України, знаходиться в Берліні (Німеччина). Справами України в Еритреї відає українське посольство в Єгипті.
2 Березня 2022 Еритрея проголосувала проти Резолюції в ООН щодо припинення війни з боку РФ.

### Державна символіка
- Державний прапор
- Державний герб
- Державний гімн

## Адміністративно-територіальний поділ
В адміністративно-територіальному відношенні територія держави поділяється на: 6 регіонів («зоба»), які, своєю чергою, поділяються на 57 районів, в тому числі 8 міських. Після здобуття незалежності, адміністративний устрій в 1996 році було реформовано, 10 старих провінцій були об'єднані в 6 нових регіонів. Кордони нових адміністративних утворень були засновані на водозбірних басейнах місцевих річок. Кожен регіон має виборний орган місцевого самоврядування — регіональні збори, губернатора призначає Президент Еритреї.
| Зоба             | № на мапі | Населення | Площа, км² | Столиця   | Код ISO |
| ---------------- | --------- | --------- | ---------- | --------- | ------- |
| Ансеба           | 2         | 893 587   | 23 200     | Керен     | ER-AN   |
| Гаш-Барка        | 3         | 1 103 742 | 33 200     | Баренту   | ER-GB   |
| Дебуб            | 4         | 1 476 765 | 8 000      | Мендефера | ER-DU   |
| Дебуб-Кей-Бахрі  | 6         | 398 073   | 27 600     | Ассеб     | ER-DK   |
| Маекел           | 1         | 1 053 254 | 1 300      | Асмера    | ER-MA   |
| Семіен-Кей-Бахрі | 5         | 897 454   | 27 800     | Массава   | ER-SK   |

## Збройні сили

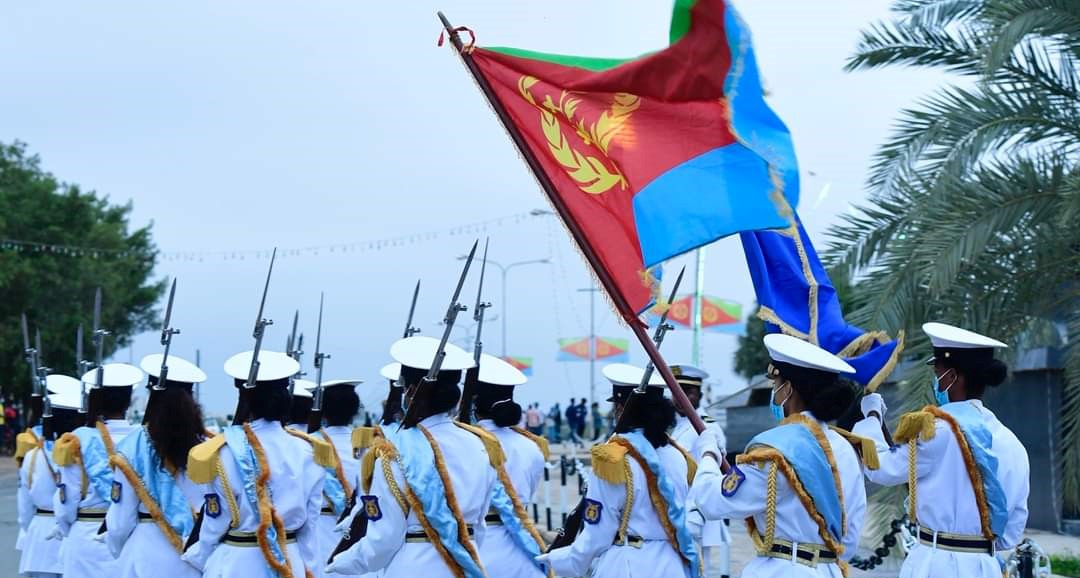
ВМС Еритреї, гілка Збройних Сил Еритреї під час церемонії

Чисельність збройних сил у 2000 році складала 200 тис. військовослужбовців. Загальні витрати на армію склали 263 млн доларів США.
27 березня 2019 року за поданням ГПУ 36 контрабандних ракет комплексу С-125 було передано до Повітряних сил України. Ракети було знайдено в порту Одеси. Вони були останньої модифікації й перевозилися контрабандою з Росії до Еритреї.

## Економіка
Еритрея — одна з найменш розвинених держав Африки. Валовий внутрішній продукт (ВВП) у 2006 році склав 4,5 млрд доларів США (157-е місце в світі); що у перерахунку на одну особу становить 1 тис. доларів (175-е місце в світі). Промисловість разом із будівництвом становить 25,3 % від ВВП держави; аграрне виробництво разом із лісовим господарством і рибальством — 10 %; сфера обслуговування — 64,7 % (станом на 2006 рік). Зайнятість активного населення у господарстві країни розподіляється наступним чином: 20 % — промисловість, будівництво і сфера обслуговування; 80 % — аграрне і рибне господарства (станом на 2006 рік).
Надходження в державний бюджет Еритреї за 2006 рік склали 2,57 млрд доларів США, а витрати — 4,24 млрд; дефіцит становив 60 %.

### Валюта
Національною валютою країни є еритрейська накфа.

### Промисловість
Головні галузі промисловості: харчова і текстильна.
Налагоджено промисловий видобуток солі з морської води. Більшість підприємств обробної промисловості — взуттєвої, харчової, нафтопереробної, текстильної тощо — підлягають відновленню. Працюють підприємства з перероблення риби й виробництва м'ясо-молочної продукції, виробництва скла, безалкогольних напоїв тощо. Добре розвинена кустарна промисловість.

### Енергетика
За 2004 рік було вироблено 275 млн кВт·год електроенергії (експортовано 0 млн кВт·год); загальний обсяг спожитої — 256,7 млн кВт·год (імпортовано 0 млн кВт·год).
У 2004 році споживання нафти склало 5,3 тис. барелів на добу, природний газ не використовується для господарських потреб.

### Агровиробництво
У сільськогосподарському обробітку знаходиться лише 5 % площі держави. Головні сільськогосподарські культури: тютюн, бавовник, кава, сорго. Також вирощують банани, картоплю, кукурудзу, кунжут (сезам), овочі, папаю, просо, пшеницю, теф, цитрусові.
Частка агровиробництва у ВВП — 12,4 % (2003). У аграрному секторі зайнято 80 % населення. Країна відчуває гострий брак родючих земель, зокрема через інтенсивний процес ерозії ґрунтів. Обробляються близько 5 % земель.
Розвиваються молочне тваринництво, птахівництво, а також рибальство (вилов анчоусів, лосося, сардин, тунця, щуки). Країни Європейського союзу і Японія надали країні фінансову допомогу для розвитку рибного господарства.

### Транспорт
У країні функціонує два аеропорти: Аеропорт Асмери (обслуговує міжнародні та місцеві авіарейси) і Аеропорт Ассаб (тільки для перельотів всередині країни).
Лише 20 % усіх доріг Еритреї мають тверде покриття; рух правосторонній. Міжнародні водійські права тут дійсні.
Паливо коштує дорого (літр бензину — близько 3 $).
Міський транспорт представлений автобусами і таксі. Автобуси працюють без розкладу та рушають із зупинки лише після повного заповнення салону. Квиток обійдеться вам в 10—20 центів.

### Зовнішня торгівля
Основні торговельні партнери Еритреї: Італія, Німеччина, Франція, США, Білорусь.
Держава експортує: бавовну, каву, тютюн. Основні покупці: Італія (32 %); США (12 %); Білорусь (6 %). У 2006 році вартість експорту склала 17,7 млн доларів США.
Держава імпортує: паливо, промислові товари, харчові продукти. Основні імпортери: Німеччина (15,5 %); Італія (15 %); Франція (12 %). У 2006 році вартість імпорту склала 701 млн доларів США.

## Населення
Населення держави у 2006 році становило 4,8 млн осіб (112-е місце у світі). Населення країни в 1931 році становило 622 тис. осіб, у 1954 — 1,1 млн осіб, у 1978 — 2,3 млн осіб. Густота населення: 35,5 осіб/км² (134-те місце у світі). Згідно зі статистичними даними за 2006 рік народжуваність 34,3 ‰; смертність 9,6 ‰; природний приріст 24,7 ‰.

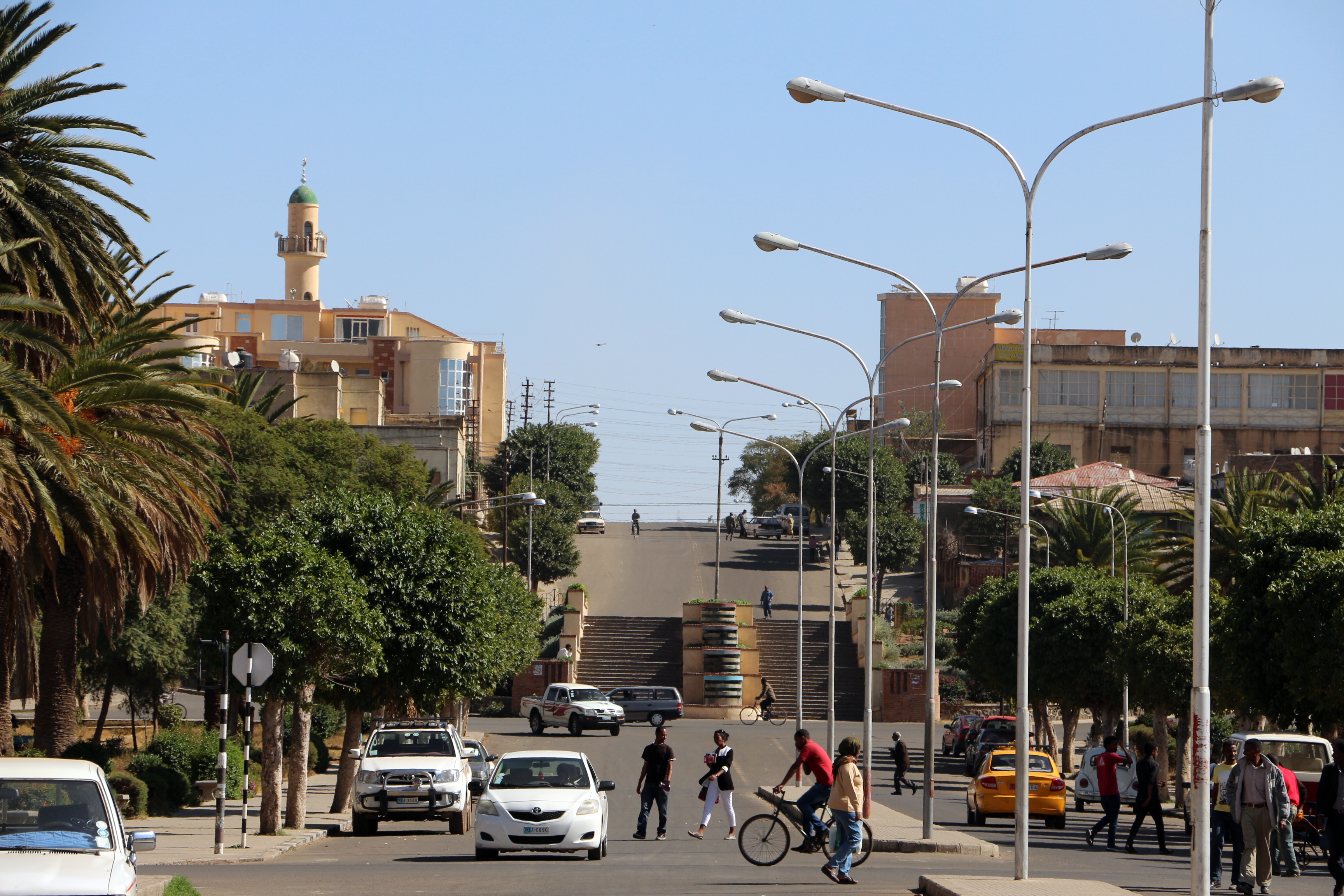
Асмера

Еритрейська нація досить молода, майже половина населення діти. Вікова піраміда населення виглядає наступним чином (станом на 2006 рік):
- діти віком до 14 років — 44 % (1,1 млн чоловіків, 1 млн жінок);
- дорослі (15—64 років) — 52,5 % (1,2 млн чоловіків, 1,3 млн жінок);
- особи похилого віку (65 років і старіші) — 3,5 % (0,082 млн чоловіків, 0,086 млн жінок).

### Урбанізація
Рівень урбанізованості в 2000 році склав 17 %. Головні міста держави: Асмера (650 тис. осіб), Керен (145 тис. осіб), Тесеней (65 тис. осіб).

### Етнічний склад
Еритрея — багатонаціональна країна, головні етноси, що складають еритрейську націю: тиграї (тигринья) — 48 %, тигре і кунами — 33,7 %, афари — 4 %, гедареб, нара, сахо, рашайда.
Найменш численна етнічна група — рашейда, частка її становить менш як 2 %; рашейда розселилися на узбережжі країни лише наприкінці XIX ст.

### Мови
Жодна мова в Еритреї не має статусу офіційної, але для міжетнічного спілкування використовують найбільш розповсюджену — тигринья. Усі етнічні групи розмовляють власними мовами, окрім гедареб, які говорять мовою то-бедаує (або беджа) і рашейда, які користуються арабською. Багато еритрейців володіють двома або більше мовами. Арабську мову також знає велика кількість мусульман країни та біженців, які під час війни за незалежність Еритреї проживали в країнах Близького Сходу. У діловодстві та державних установах разом із тигринья користуються арабською та англійською, яка до того ж вивчається в школі.

### Релігії
Головні релігії держави: іслам — 30,7 % населення, християнство — 69,3 %.
Більшість християн проживає на Еритрейському плато, мусульмани ж населяють прибережні райони, західні та східні рівнини і плато. Невелика кількість еритрейців притримується традиційних африканських вірувань. Більшість християн належить до Ефіопської монофізитської православної церкви, хоча є якась частина католиків та протестантів. Після проголошення незалежності, Еритрейська православна церква відокремилася від Ефіопської і налагодила офіційні стосунки із Коптською православною церквою Єгипту.
Усі еритрейські мусульмани притримуються сунітської гілки ісламу.

### Охорона здоров'я
Очікувана середня тривалість життя в 2006 році становила 59 років: для чоловіків — 57,4 року, для жінок — 60,7 року. Смертність немовлят до 1 року становила 46,3 ‰ (станом на 2006 рік). Населення забезпечене місцями в стаціонарах лікарень на рівні 1 ліжко-місце на 1100 жителів; лікарями — 1 лікар на 36 тис. жителів (станом на 1996 рік). Витрати на охорону здоров'я в 2000 році склали 4,3 % від ВВП країни.
Поширені інфекційні та шлунково-кишкові захворювання, виникненню яких сприяє недостача чистої питної води (постійний доступ до неї мають 46 % населення). У 2003 налічувалося 60 тис. хворих на СНІД і ВІЛ-інфікованих, померло 6,3 тис. осіб. Темпи зростання захворюваності на СНІД — 2,7 % за рік. У 2000 доступ до медичного обслуговування мали 13 % населення. Згідно з даними доповіді ООН про гуманітарний розвиток планети (2001) Еритрея в рейтингу країн перебувала на 155 місці.

### Освіта
Рівень письменності в 2003 році становив 58,6 %: 69,9 % серед чоловіків, 47,6 % серед жінок.
Освіта в Еритреї є обов'язковою для дітей у віці від 7 до 14 років. Освіта в державних школах та університеті — безкоштовні. Далі йде шестирічна середня школа, яка відбувається у два етапи — два і чотири роки. У Асмері та Накфі функціонують професійні технічні школи та медичний навчальний заклад.
На кінець 1990-х років у країні загалом було 600 шкіл, з них 420 (70 %) в сільській місцевості, кількість вчителів початкової школи за 1990-ті роки зросла з 3,6 до 5,5 тис. чол, середньої — з 0,8 до 1 тис. осіб. Вчителем середньої школи можна стати після 4-х річного навчального курсу в Асмерському університеті.
У країні функціює Асмерський університет, заснований у 1958 році італійським католицьким місіонерським товариством як коледж у період існування Ефіопо-еритрейської федерації. В 1967 році коледж трансформовано в університет. В 1977 році університет перейшов під юрисдикцію ефіопської Комісії по вищій освіті. Коли стало зрозуміло, що Еритрея найближчим часом отримає незалежність, ефіопська влада в 1990 році закрила університет, професорсько-викладацький склад та рухоме майно переведені в Ефіопію. На зламі 1990—2000 років в Асмерському університеті навчалося близько 3 тис. студентів всіх видів навчання.

### Інтернет
У 2006 році всесвітньою мережею Інтернет у Еритреї користувались 70 тис. осіб.

## Культура

### Архітектура
Вигляд столиці багато в чому зберіг риси італійського архітектурного стилю. Раніше будинки будувалися з блоків мадрепора (місцевий будівельний матеріал коралового походження). У сучасних містах будівлі будують із цегли і залізобетонних конструкцій.

### Образотворче мистецтво
У печері Аді Алауті (розташована недалеко від району археологічних розкопок Кохаїтто) знайдено 100 скульптурного панно, вирубаних із навколишньої гірської породи. Недалеко від столиці виявлено наскельні багатоколірні й монохромні (жовта охра) розписи, зроблені давньою людиною до початку нової ери.
Поширені ремесла і художні промисли: плетіння з тростини і трави поліхромних підносів, тарілок та інших предметів домашнього побуту, добре розвинений ювелірний промисел.

### Музика й танці
Національна музика має давні традиції, сформувалася під впливом культурних традицій народів Африки і Азії. Популярна творчість бродячих співаків «хаміна».

### Засоби масової інформації
[[Файл:RWB-PressFreedomIndex-WorldMap.svg|thumb|right|
{{center|
Індекс свободи преси 2014
| Дуже серйозна ситуація Складна ситуація Помітні проблеми | Задовільна ситуація Гарна ситуація Не класифіковано / Немає даних |

]]

center|
Індекс свободи преси 2014
Дуже серйозна ситуація
Складна ситуація
Помітні проблеми
Задовільна ситуація
Гарна ситуація
Не класифіковано / Немає даних

Видаються: англійською, арабською і мовою тигринья — урядова газета «Хадас Еритра» (Hadas Eritra, New Eritrea — «Нова Еритрея»), що виходить двічі на тиждень, а також «Чамбер ньюз» (Chamber News — щомісячне видання Асмерської торгової палати); англійською мовою — «Ерітреан проуфайл» (Eritrean Profile — «Еритрейський контур»). Національного інформаційного агентства немає. Підконтрольні уряду радіомовлення і телебачення (працюють з 1993) ведуть передачі арабською мовою, а також мовою тигринья і тигре (передачі транслюються тільки на столицю та її передмістя).

### Католицький собор Асмери
Католицький собор (Cathedral) було побудовано в 1923 р. Асоціацією Каппучині. Він розташований на головній вулиці Асмери — Ліберасьон Авеню, в центрі міста. Собор побудовано в італійському стилі. Висота вежі — 25 м, угорі вежі знаходяться 8 дзвонів, вагою 100 кг кожен. Велику частину внутрішнього розпису зроблено вручну, з великими зображеннями ангелів і 14 зупинками Христа на хресному шляху.

### Мечеть Джамі аль Хулафа ель Рашедін
Мечеть Джамі аль Хулафа ель Рашедін (Jaie al Khulafa'e el Rashedin Mosque) побудовано в 1938 р. у період італійської колоніальної ери, знаходиться в центрі Асмери, навпроти рибного ринку. Це найбільша мечеть в Асмері, її побудовано зі злегка пофарбованого каменю, з невеликою кількістю прикрас. Навпроти мечеті знаходиться велика площа, де щоп'ятниці збираються віряни.

### Кладовище танків
Кладовище танків (Tank Graveyard) розташоване за військовим табором Денден, місце відоме як кладовище танків, де зібрано «останки» військових танків, бронетанкової техніки та іншої військової техніки різних періодів і виробників.

### Британське кладовище
Британське кладовище (British Cemetery) військове кладовище, що з'явилося внаслідок битви 1941 р. Знаходиться на магістралі Асмера — Массауа.

### Православна церква Святої Марії
Православна церква Святої Марії (St. Mary's Orthodox Church) — це одна з найцікавіших і привабливих православних церков, було побудовано в 1938 р., знаходиться на відстані 1 км на півночі від Асмери. Церква розташована на вершині пагорба, і її високі вежі, що підіймаються до блакитного неба Асмери, видно практично з будь-якої частини міста. Будівлю церкви побудовано з червоної цегли, навпроти входу в церкву розташовуються дві величезні дзвіниці. У церкві зібрано велику кількість ікон, включаючи ікону Святої Марії, і зображень ангелів, виконаних візантійськими майстрами.
Медебер (Medeber) розташований на півночі від головної вулиці, що йде від центра міста до Едага Арбі і православного кладовища. На території Медебера розташувалися сотні приватних наметів, де працелюбні робітники займаються виготовленням різних виробів.

### Вулиця Ліберасьйон Аве
Головна вулиця — Ліберасьйон Аве, перетинає столицю зі сходу на захід. Італійський стиль, однак, відсутній на північному сході міста, де місцеве населення було розміщено протягом колоніального періоду в бідних халупах, що стоять тут і в наші дні. Національний Музей Асмери все ще чекає повної реконструкції його нового приміщення, але коли її буде завершено, експозиція включатиме виставки, присвячені боротьбі за незалежність, опис культури дев'яти етнічних груп країни та її головних археологічних ділянок.

### Кохайто
Кохайто — один із найкращих археологічних районів країни. Улюблена тема бесіди серед регіональних істориків — те, чи дійсно руїни Кохайто, що лежить за 120 км на південь від Асмери, були раніше стародавнім містом Колое, легендарним і комерційно важливим містом великого царства Аксум. Навіть якщо це і не так, місто залишається великою і виразною ділянкою історичної зони Африки — розміри в 2,5 на 15 км і велика висота, а також те, що розкопано тільки приблизно 20 % руїн, дозволяє сподіватися, що згодом Кохайто складе гідну конкуренцію навіть Долині Царів у Єгипті. Чотири унікальних історичних пам'ятники вже звільнено від багатовікових наносів і вони є гордістю Кохайто.

### Храм Маріам Уакіро
Храм Маріам Уакіро, як гадають вчені, — одна з найранніших християнських церков у світі, нині його буквально оточено кільцем битого каменю, що залишився від напівдюжини інших храмів. На північ від нього лежить підземна, висічена в товщі пісковика Єгипетська Могила, названа так не тому що її було побудовано єгиптянами, а через значні розміри самої могили, що не має аналогів у Стародавньому світі. Найбільша споруда в Кохайто — Дамба Сафіра 60 м завдовжки, побудована близько 1000 років тому. Біля Кохайто розташовано також і кілька мальовничих скельних міст старовини, серед них знаменита печера Аді Алауті з більш як 100 найкрасивішими скульптурними панно, вирубаними прямо з навколишньої гірської породи. Область навколо маленького села Метера, на 20 км на південь від Кохайто, також була важливим центром стародавнього Аксумського царства майже 2000 років тому. Зараз це третя за величиною історична ділянка в країні. Деякі з розсіяних руїн, спочатку виявлених французами наприкінці 1860-х років, було, очевидно, побудовано близько V ст. до н. е., в період, що передує піднесенню Аксума. Хоч є вже довгий список об'єктів, великих і маленьких, на яких зроблено археологічні розкопки, безліч унікальних ділянок все ще чекає дослідження.

### Унікальна Стела Метери
Унікальна Стела Метери — вертикальна кам'яна колона, прикрашена написами, є центром розкопок. Нині вона має 2,5 м висоти і була встановлена біля підніжжя пагорба Амба Саїм як дохристиянський символ сонця і місяця, які й викарбувані зверху на східній частини обеліска. Інші археологічні відкриття в Метері включають Королівський палац або віллу, численні могили (цікаво, що вони пусті) і залишки підземного тунелю, який, згідно з місцевою легендою, колись йшов на кілька сотень кілометрів на південь, до Аксума.

### Гірське місто Керен
Гірське місто Керен є третім за величиною містом Еритреї з населенням у 120 000 осіб і обласною столицею регіону Ансеба. Більшість населення — мусульмани і тому місто насичене ісламською культурою. Сприятливий клімат Керена особливо корисний для тих, хто страждає від ревматизму. Місто розташоване на висоті 1392 м над рівнем моря. Середня температура тут близько 30 °С тримається майже весь рік. Назва «Керен» означає високогір'я. Керен — один із найбільших сільськогосподарських центрів в Еритреї. У місті є ринок, де продаються вироби із срібла, дерева і худоба (верблюди, велика рогата худоба, вівці, кози й осли). У Керені багато прикладів італійської й ефіопської колоніальної спадщини. Керен, охороняється єгипетською фортецею 19 століття (Тігу), в якій досі знаходиться дуже багато ефіопських військових гармат. Колись у Керені було дві залізничні станції. Одна з них використовується й нині як місцева автобусна станція і для автобусів, що йдуть в Асмеру, Накфу і Баренту, і для жовтих таксі, які перетинають Керен.
Біля міського ринку розташована місцева святиня Святого Маріама, а також стародавній баобаб, який є символом достатку. Вважається, якщо мандрівник прийме в тіні цього дерева з рук місцевих жінок чашечку кави, то обидві сторони чекає благословення мудрості і достатку. Тому будь-якого дня тут можна абсолютно безкоштовно продегустувати чудову дуже міцну місцеву каву і порадувати тим самим місцевих жителів. Стара житлова область Керена насичена італійською архітектурною спадщиною. Чудове уявлення про життя цього регіону можна також отримати просто піднявшись на вершину гори Тігу або відвідавши Єгипетський форт на північний схід від міста.

### Місто Массауа
Массауа, головний порт Еритреї, розташовується на континенті і двох островах, які пов'язані між собою двома переїздами (дамбами). Мабуть, найцікавішими місцями на основній частині Массауа, розташованій на континенті, є солоні озера. На цій самій території проживає велика частина населення Массауа. На острові Таулуд (один із двох островів) знаходиться військовий меморіальний комплекс, Храм Св. Маріама, стара залізнична станція, готель «Дахлак» та імператорський палац. Проїзд по другій дамбі веде в «мавританську» портову частину міста, на острів Батсе. Одними з найпривабливіших місць у Массауа як вдень, так і вночі є місцеві бари і ресторани. Порт Массауа, який знаходиться за 100 км на північний схід від Асмери, довго був культурним центром прибережної області країни. Ця глибока гавань Червоного моря використовувалася протягом багатьох століть іноземними торговцями і загарбниками, в тому числі турками, які протрималися тут більш як 300 років, єгиптянами й італійцями. Всі вони залишили тут власний слід індивідуального архітектурного впливу. За це, а також за чудові пляжі в околицях, його часто називають «Перлиною Червоного моря». Місто лежить у межах двох островів — Массауа і Таулуд (адміністративний центр), плюс невелика частина його (значною мірою — житлові райони) розташована на материку. Корал колись був традиційним будівельним матеріалом для будинків Массауа, позаяк і для давніх будинків в оттоманському стилі Маммуба Мохаммеда Нахарі й Абу Хамдума.

### Руїни аксумського міста Адуліс
Далеко в північній частині непривітної вулканічної пустелі, відомої як Данкалія, майже за 60 км на південь від Массауа, лежать стародавні руїни аксумського міста Адуліс. Заснований у шостому столітті до н. е., і таким чином — найстаріша пам'ятка стародавніх цивілізацій в Еритреї, Адуліс був великим портом Аксумського царства і вже тоді торгував з Середземномор'ям, Африкою й Індією. Майже всі його споруди (98 %) ще приховують надра землі, але археологічні дані свідчать, що це було одне з найбільших міст старовини, суперник Гізи і Фінікії, чия велич ще буде розкрита майбутніми вченими.

### Місто Накфа
Приблизно за 150 км на північ від Керена розташована столиця провінції Сахел — Накфа. Вона має особливе значення для еритрейців, як неприступна фортеця Фронту Національного Визволення Еритреї (ФНВЕ) під час війни та протягом довгого часу місто було форпостом опору ФНВЕ. Ефіопська авіація бомбила все місто, за винятком мінарету мечеті, яка служила пунктом орієнтації для пілотів. У результаті цього Накфа була дуже сильно зруйнована. Після визволення Еритреї місто було повністю відновлено. Еритрейська грошова одиниця була названа в честь цього міста і введена в обіг в 1997 році.

### Місто Ассаб
Ассаб: Місто стало важливим портом, коли було куплене в 1869 році судноплавною компанією Рубаттіно за 8100 доларів у місцевих султанів від імені італійського уряду. Ассаб був обраний, завдяки своєму стратегічному положенню поблизу Баб ель Мандебської протоки — він міг стати важливим пунктом торгівлі між Еритреєю та Аравійським півостровом. Нині Ассаб — сучасний великий порт із нафтоперегінним заводом, побудованим ще за сприяння Радянського Союзу.

### Місто Агордат
Агордат розташований за 75 км на захід від Керена, в західній низовині на річці Барк, яка мілка і має широкі піщані береги. Агордат є стародавнім містом, яке раніше було столицею району Барк. Місто є кінцевою станцією залізниці, що йде з Массауа в західному напрямі. У області міста бувають високі температури повітря і піщані бурі, які відомі як «хабуб».

### Архіпелаг Дахлак
Архіпелаг Дахлак: Північна частина Червоного моря, де знаходяться респектабельні курорти Єгипту, Ізраїлю та Йорданії вже досить добре досліджена як любителями пірнання із затримкою дихання: сноркелінгу (snorkeling) і фридайвінгу (free-daiving), так і аквалангістами. Але якщо заглянути в атлас регіону Червоного моря, то можна побачити, що основні скупчення коралів розташовані не в північній його частині, а набагато південніше — в районі Еритреї. Архіпелаг Дахлак є національним парком Еритреї. З 200 островів архіпелагу нині населені тільки чотири. На інших господарює безліч морських птахів з усього Червоного моря (рифові чаплі, рожеві пелікани, арабські дрохви, чаплі-голіафи, скопи, сріблястий чеглок та ін.). Тут знаходяться одні з найдревніших коралових рифів у регіоні Червоного моря. Світ ссавців представлений кількома породами дельфінів і китів.

#### Острів Дохул
Дахлакський острів Дохул — найкраще місце для спостереження за дюгонями і зеленими черепахами, яких приваблюють сюди мілини, де росте морська рупія. Та ж історія з акулами. Зустріч з акулою в північній частині Червоного моря швидкоплинна і рідкісна. Побачити що-небудь, крім дрібних рифових різновидів, там неможливо. Зате в центральних і південних районах китова і великі акули — мако, бик, молот і тигрова — широко поширені. Цих хижаків приваблює сильна течія біля західної сторони вкритого акацією і хвойними деревами острова Дургам. Тут же серед різноманітних коралів зустрічаються зграї мант і індійських бичкорилів, а також морські їжаки і зірки. У північній частині острова Діссеї Вас чекають коралові сади з вогненних і вузликових коралів, гідрофор, турбінарій, аліцій, актиній і альціонарій, які відвідують зграйки каранксів і луціанів.

#### Острів Нокра
Острів Нокра був сумнозвісною італійською в'язницею смерті, а пізніше — російською військовою базою. Всі споруди збережені досі і дуже популярні у туристів.

#### Острів Кебір
Найбільший острів архіпелагу Дахлак — Кебір, де розташовані дев'ять колоритних етнічних селищ, а також безліч археологічних руїн — основне місце для мисливців за перлами в південній частині Червоного моря. Острів настільки багатий історичними та природними визначними пам'ятками, що його вже включили в кандидати у список об'єктів світової спадщини ЮНЕСКО. ТАкож розташований острів Канделлай.